# Вторая кольцевая автодорога Пекина

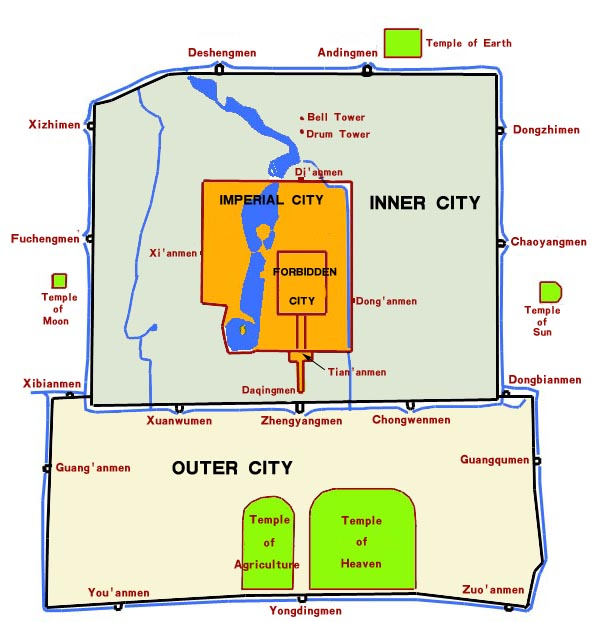
Городские стены старого Пекина. Старая 2-я кольцевая автодорога проходила на месте стен Внутреннего города, новая охватывает и городские стены Внешнего города.

Вторая кольцевая автодорога Пекина (кит. упр. 二环路, пиньинь èr huán lù) — автомобильная дорога в городе Пекине, являющаяся самой маленькой из кольцевых автодорог Пекина. Она проходит всего в нескольких километрах от центра города, и служит удобным средством для избегания пробок на центральных улицах.
Вторая кольцевая автодорога была сооружена на месте, освободившемся после сноса старинных городских стен, поэтому отдельные участки дороги носят названия, происходящие от названий крепостных ворот. Сравнение современных карт с картами старого Пекина позволяет уточнить, что дорога была сооружена, строго говоря, не на месте, где стояли стены, а на месте, где был крепостной ров. Окончательно строительство дороги было завершено в 1980-х годах. В 1990-х годах с неё были убраны светофоры, а также было построено несколько многоуровневых развязок. Вторая кольцевая автодорога стала первой дорогой в Пекине, на которой полностью отсутствуют светофоры. В 2001 году дорога подверглась реставрации: было полностью сменено дорожное покрытие, вдоль дороги было высажено большое количество растений.
Под Второй кольцевой автодорогой проходит Линия 2 (кольцевая) Пекинского метрополитена, выходы с большинства её станций расположены по обеим сторонам дороги.

## Старая 2-я кольцевая автодорога
Бывшая «Старая 2-я кольцевая автодорога» имела форму эллипса. Она проходила вдоль бывших городских стен Внутреннего города: на северо-западе — через Сичжимэнь, на северо-востоке — через Дунчжимэнь, на юго-западе — через Сибяньмэнь, на юго-востоке — через Дунбяньмэнь.

## Новая 2-я кольцевая автодорога

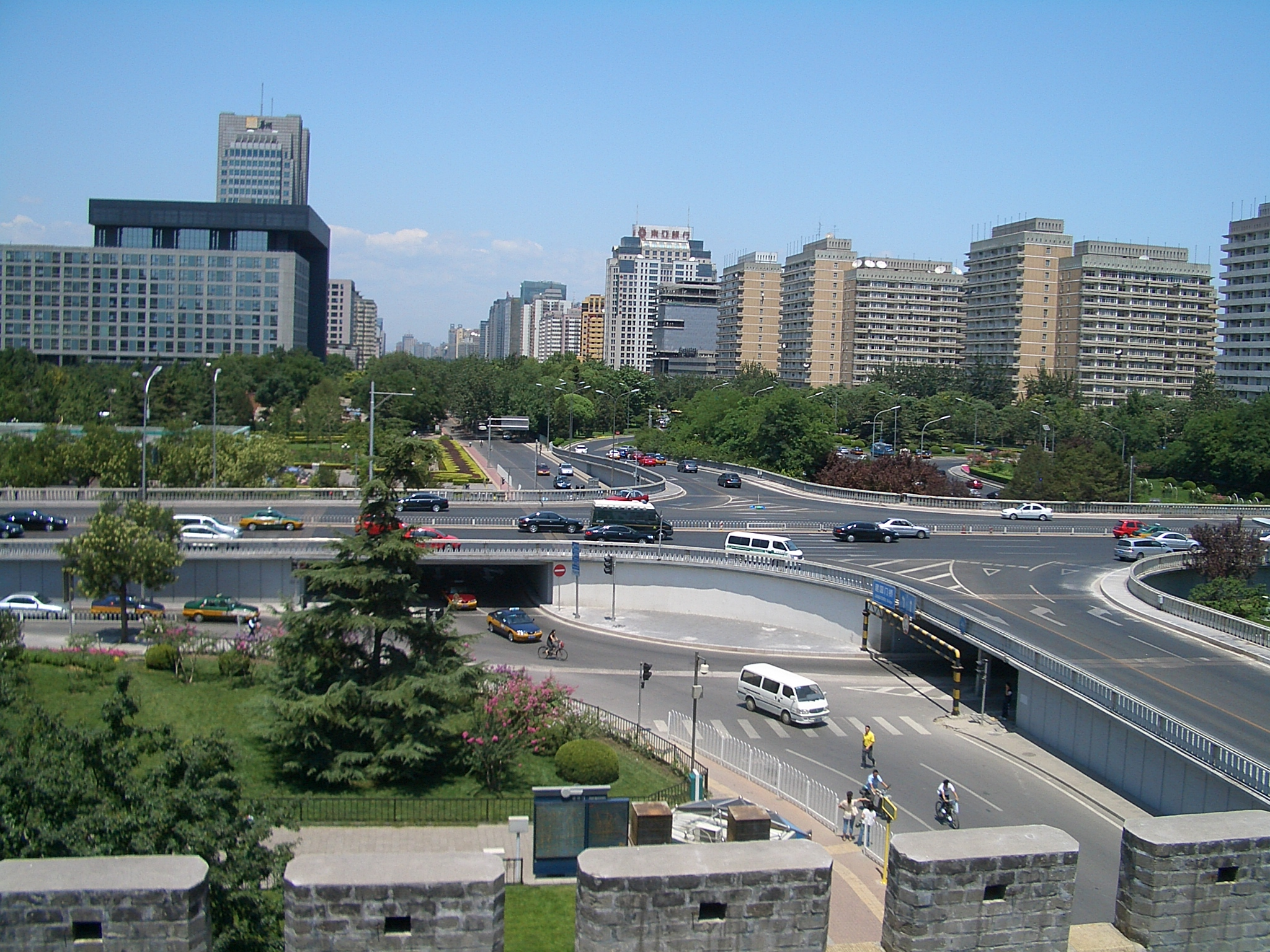
Транспортная развязка у бывших ворот Цзяньгомэнь. Вид с платформы Старой пекинской обсерватории.

Новая дорога — это расширение бывшей старой дороги в южном направлении. Новый отрезок дороги прошёл вдоль бывших городских стен Внешнего города. На юго-востоке дорога теперь от Дунбяньмэнь идёт до Цзоаньмэнь, а на юго западе — от Сибяньмэнь до многоуровневой развязки на Цайхуин. Официально это было названо Расширением 2-й кольцевой автодороги, но к настоящему времени этот термин вышел из употребления.